# Gamma1 Normae
Gamma1 Normae (γ1 Normae) é uma estrela na constelação de Norma. Tem uma magnitude aparente visual de 5,09, sendo visível a olho nu em boas condições de visualização. Com base em sua paralaxe medida pela sonda Hipparcos, está a uma distância de aproximadamente 1 500 anos-luz (250 parsecs) da Terra. Sua magnitude absoluta visual é estimada em −3,6, o que indica uma estrela de alta luminosidade.
Esta estrela é classificada como uma supergigante de classe F com um tipo espectral de F9Ia, indicando que é uma estrela evoluída que já saiu da sequência principal. Estima-se que γ1 Normae tenha cerca de 6,6 vezes a massa solar e uma idade próxima de 50 milhões de anos, portanto ela era originalmente uma estrela de classe B da sequência principal. A estrela expandiu-se para um raio de 160 vezes o raio solar, e está brilhando com cerca de 2 200 vezes a luminosidade solar a uma temperatura efetiva de 6 070 K. Não possui estrelas companheiras conhecidas.